# Повернення в країну Оз (фільм)
«Пове́рнення в краї́ну Оз» (англ. Return to Oz) — художній фільм, знятий 1985 року за мотивами книг Френка Баума та номінований 1986 року на премію Американської кіноакадемії за найкращі візуальні ефекти. Сценарій фільму засновано на двох романах Баума: «Чудова країна Оз» та «Озма з країни Оз», обидва з яких є продовженням роману «Дивовижний чарівник країни Оз». Фільм є частковим продовженням фільму 1939 року студії MGM «Чарівник країни Оз», проте знятий студією Walt Disney Pictures без участі MGM. Дозвіл не знадобився, оскільки до 1985 року всі книги про країну Оз, на яких було засновано фільм, перейшли в суспільне надбання. Попри це, було виплачено великий гонорар за використання чарівних рубінових черевичків, які на той час залишалися інтелектуальною власністю MGM (пізніше права на фільм 1939 року і всі його елементи перейшли до компанії Time Warner). Картину зняв режисер Волтер Мерч.
Прем'єра відбулася 21 червня 1985. Фільм не приніс значних касових зборів та отримав неоднозначні відгуки критиків.

## Сюжет
Минуло кілька місяців після подій, описаних у «Чарівнику країни Оз», Дороті Ґейл ніяк не може припинити думати про свої пригоди в Оз і залишених там друзів Страшила, Залізного Дроворуба і Боягузливого Лева. Якось уночі Дороті бачить у вікно, як з неба падає зірка, а наступного ранку, розшукуючи яйця, знесені її куркою Білліною, виявляє в соломі ключик, який, як вона вирішила, прислано їй з країни Оз разом із зіркою, що впала. Тітонька Ем стурбована безсонням, на яке Дороті страждає від моменту повернення, і вирішує відвезти її в місто, щоб залишити на одну ніч у клініці доктора Ворлі, який обіцяє її «вилікувати» за допомогою новітньої методики: електрошоку. В очікуванні процедури Дороті сидить у палаті, де її відвідує таємнича білява дівчинка. Коли Дороті усвідомлює, що лікування Ворлі приносить пацієнтам лише страждання, дівчинка допомагає їй утекти з клініки. Вночі під час грози, переслідувані зловісною медсестрою Вілсон, обидві дівчинки падають у річку поблизу клініки, і їх відносить течія.
Дороті прокидається і розуміє, що потрапила в країну Оз. Поруч із нею несподівано виявляється її курка Білліна, яка раптом починає розмовляти людським голосом. Вони вибираються з Пустелі Смерті і потрапляють у довколишній ліс, де Дороті знаходить будиночок, у якому ураган приніс її сюди вперше. Дорога з жовтої цегли виявляється зруйнованою. Це лякає Дороті, і вона поспішає до Смарагдового міста, де бачить не менш страшну картину: напівзруйновані будинки, всі смарагди викрадено, а Залізного Дроворуба та Боягузливого Лева, як і решту мешканців міста, перетворено на кам'яні статуї. Страшило, залишений на царстві, взагалі зник. У місті тепер мешкають лише дивні Колесуни, агресивні та істеричні людиноподібні істоти з колесами замість кистей та стоп. Рятуючись від них, Дороті з Білліною відчиняють ключиком двері в потаємну кімнату, де знаходять заводну механічну людину на ім'я Тік-Так. Дороті заводить його механізм і Тік-Так розповідає все, що йому відомо. Тік-Так б'є Колесунів і змушує одного з них провести їх до Момбі, нинішньої правительки міста. Момбі виявляється жінкою зі змінною головою. Вона вже має тридцять одну голову, і вона хоче зробити з голови Дороті, коли та підросте, тридцять другу. Вона замикає дівчинку з куркою на горищі, де вони знайомляться з Джеком — Гарбузовою Головою — лялькою людського зросту із гарбузом замість голови. Він пояснює, що його оживили за допомогою Життєдайного Порошку, який Момбі десь ховає. У Дороті виникає ідея порятунку.
Вона разом з Джеком знаходить знерухомленого Тік-Така, в якого закінчився завод, заводить його, і вони повертаються на горище, щоб побудувати літальну машину з головою Гампа, схожої на лося тварини, чиє опудало припадало пилом на горищі. Дороті краде Життєдайний Порошок у Момбі, щоб оживити Гампа, але крадіжка розкривається на місці. Компанія поспіхом рятується, відлітаючи верхи на Гампі, спорудженому з двох диванів, з крилами з трьох листків фікуса. Під час польоту погано скріплена конструкція розвалюється, і всі падають на гору Короля Номів, який викрав Страшила і перетворив його на прикрасу для своєї колекції, за те, що той нібито привласнив смарагди, які належать Номам. Крім того, виявляється, що Король Номів володіє чарівними рубіновими черевичками, які Дороті втратила під час її повернення до Канзасу, саме вони дозволили йому захопити владу над країною Оз. Дороті починає плакати від безвиході, і тоді Король Номів милостиво пропонує їй все виправити. Один за одним, друзі Дороті і вона сама вирушають до зали прикрас, щоб відшукати те, на що він перетворив Страшила. У кожного є три спроби, проте всі зазнають невдачі, крім Дороті, яка звільняє Страшила з великого смарагду. Гамп, Джек та Білліна рятуються, коли розлючений Король Номів віроломно нападає. Намагаючись з'їсти Джека, він ковтає знесене яйце Білліни, що сидить у голові Джека, яке виявляється для нього смертельною отрутою.
Повернувши собі чарівні рубінові черевички, Дороті загадує врятувати себе й друзів з гори, що руйнується, і відновити Смарагдове місто. Момбі, посаджена Королем Номів у клітку за те, що впустила Дороті, і Колесуни, які доставили її на гору, також рятуються. При цьому Момбі позбавляється чаклунства. Тік-Таку, виявленому на рогах Гампа у вигляді медалі, повертають його вигляд. Жителі країни Оз святкують тріумф Дороті і просять її стати королевою Оз, але вона відмовляється. Раптом у дзеркальній стіні тронного залу замість Дороті відбивається та сама дівчинка з клініки й розповідає, що її звуть Озма, і що вона — повноправна правителька країни Оз, але її повалили й зачарували Момбі та Король Номів. Дороті віддає їй рубінові черевички, і Озма повертає дівчинку додому. Її знаходять на березі річки песик Тотошка, дядько Генрі та тітка Ем. Тітонька розповідає, що тієї ночі клініка доктора Ворлі згоріла вщент від блискавки, що потрапила в неї, а сам він загинув, рятуючи свої електричні машини. Тюремний фургон відвозить медсестру Вілсон, яка вижила.
Новий будиночок Дороті добудовано, і в своїй новій спальні вона бачить у дзеркалі Озму та Білліну, яка побажала залишитися в Оз, які доводять, що її пригоди в країні Оз не були сном.

## У ролях
| Актор           | Роль                              |
| --------------- | --------------------------------- |
| Файруза Балк    | Дороті Ґейл                       |
| Нікол Вільямсон | доктор Дж. Б. Ворлі / Ном Король  |
| Джин Марш       | медсестра Вілсон / принцеса Момбі |
| Софі Ворд       | Момбі II                          |
| Фіона Вікторі   | Момбі III                         |
| Пайпер Лорі     | Тітонька Ем                       |

## Новелізація
1985 року Джоан Вінжі написала за сценарієм фільму однойменний роман.